# Cicognolo
Cicognolo är en ort och kommun i provinsen Cremona i regionen Lombardiet i Italien. Kommunen hade 927 invånare (2018).